# Pietro Paolo Bencini

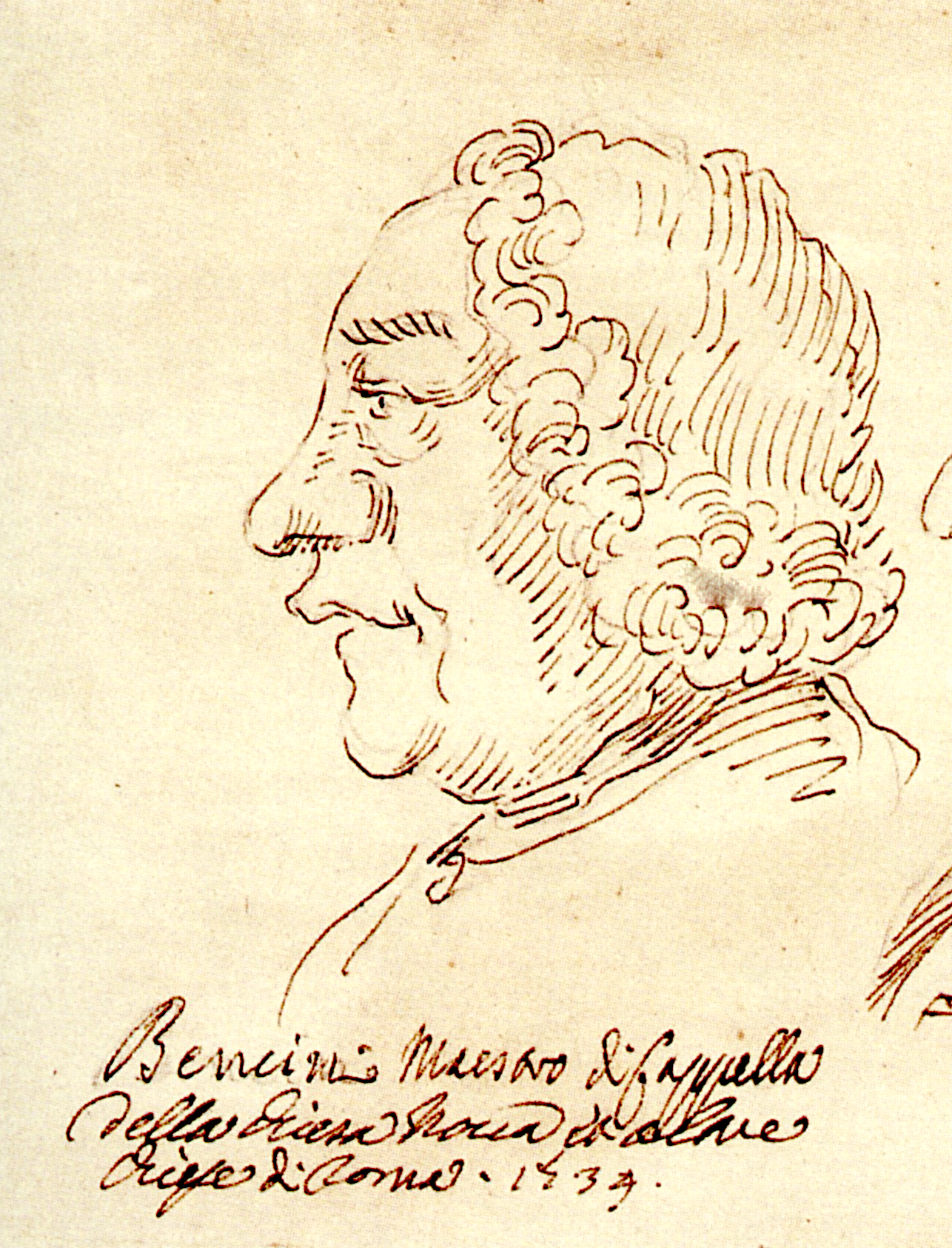
Pietro Paolo Bencini in una caricatura del 1734

Pietro Paolo Bencini (1669 ca. – Roma, 6 luglio 1755) è stato un compositore italiano.

## Biografia
Nacque a Roma nel 1669 ca. Le sue prime cantate furono copiate in manoscritti databili entro il 1696. Nella quaresima del 1698 debuttò al Ss. Crocifisso di San Marcello con l'oratorio Susanna a propheta Daniele vindicata. Due anni più tardi, per l'anno santo 1700, per la confraternita della Pietà dei Fiorentini fu eseguito il suo oratorio L'innocenza protetta su libretto dell'abate Giacomo Buonaccorsi.

Il 16 gennaio 1703 fu nominato maestro di cappella della chiesa nazionale tedesca di Santa Maria dell'Anima, mantenendo l'incarico fino alla morte.

Nel maggio 1705, grazie all'appoggio del cardinale Pietro Ottoboni, divenne maestro di cappella coadiutore a Santa Maria in Vallicella, affiancando l'anziano titolare Giovanni Bicilli. Alla morte di quest'ultimo, nell'ottobre 1705 gli subentrò nell'incarico che mantenne fino al 1743. 

Dal gennaio 1727 alla morte fu anche maestro di cappella a San Lorenzo in Damaso coadiuvato dal figlio Antonio.

Nel febbraio 1743 fu nominato maestro della cappella Giulia nella basilica di San Pietro, subentrando a Giuseppe Ottavio Pitoni, dove ebbe come coadiutore dal 1749 Niccolò Jommelli e poi, dal 1752, Giovanni Battista Costanzi.

Morì a Roma il 6 luglio 1755 all'età di 86 anni circa, come riportato nel Diario ordinario di Roma (n. 5928).

Restano di lui numerose composizioni sacre: (12 messe, salmi, inni, mottetti, ecc.) in cui adattò sapientemente alle voci le tecniche dello stile concertante e del concerto grosso, con ricchi effetti di contrasto. Compose inoltre 7 oratori, fra cui un'Introduzione all'Oratorio della Passione (1706), commissionata dal cardinale Pietro Ottoboni in uno stesso ciclo quaresimale che comprendeva oratori di Alessandro Scarlatti e Francesco Gasparini.

Il figlio Antonio, compositore di oratori, cantate e intermezzi, morì a Roma il 13 marzo 1748.

## Opere

### Oratori
- Susanna a propheta Daniele vindicata (Giovanni Antonio Magnani, 1698)
- L' innocenza protetta (Giacomo Buonaccorsi, 1700)
- De inopia copia (Filippo Capistrelli, 1703)
- Salomon  (Francesco Posterla, 1704)
- Introduzione all'oratorio della passione di nostro signore Gesù Cristo (Pietro Ottoboni, 1707 e 1708)
- Il sacrifitio d'Abramo (Giacomo Buonaccorsi, 1708)
- S. Andrea Corsini (Giacomo Buonaccorsi, 1722)
- Ad sacrum drama de passione Domini nostri Jesu Christi introductio (1725)